# Long Train Runnin'
«Long Train Runnin»' (o Long Train Running) es una canción original de la banda The Doobie Brothers escrita por Tom Johnston, uno de sus miembros. La canción es titulada en ocasiones como "Long Train Runnin' (Without Love)" debido a que las palabras "without love" se repite frecuentemente durante la canción. La armónica fue tocada por el vocalista de la banda, Tom Johnston.

## Versión original
La melodía fue desarrollada a partir de un tema sin título improvisado unos años antes por la banda. Aunque Johnston la consideró una canción de bar sin demasiado potencial,  finalmente se decantó por escribirle una letra y grabarla.
Johnston interpretó la voz principal y la guitarra rítmica con el caractarístico ritmo de la canción. Fue incluida en el álbum de 1973 The Captain and Me y lanzada como sencillo, alcanzando el número 8 en las listas Billboard Hot 100.

## Versiones

### Bananarama
Bananarama realizó una versión que apareció en su quinto trabajo de estudio, Pop Life en 1991 y que fue lanzada como el tercer sencillo álbum. El grupo descubrió la canción mientras curioseaban en la colección de discos clásicos del productor de Pop Life, Martin Glover, y como necesitaban un tema más para completar la grabación del álbum, decidieron incluir una versión de Long Train Runnin'. 

### La Unión
El grupo español La Unión publicó una versión es español, bajo el título "Tren de largo recorrido", grabada en directo en el Coliseum de La Coruña el 19 de octubre de 1991 y publicada en el álbum homónimo de 1992.